# Hierocrypt-3
В криптографии, Hierocrypt-3 является симметричным блочным криптоалгоритмом, созданным компанией Toshiba в 2000 году. Шифр был участником конкурса NESSIE, но не попал в число рекомендованных. Алгоритм был одним из рекомендованных CRYPTREC в 2003 году для применения в государственных учреждениях Японии, однако в 2013 году был перемещён в список «кандидатов» в рекомендованные шифры.
Шифр Hierocrypt-3 является следующим развитием алгоритма Hierocrypt-L1, но имеет параметры, идентичные участникам AES — размер блока 128 бит и длину ключа от 128 до 256 бит. Число раундов у Hierocrypt-3 — 6.5, 7.5 или 8.5 в зависимости от длины ключа.
Алгоритм имеет структуру подстановочно-перестановочной сети. Каждый раунд представляет собой параллельное применение трансформации, называемой XS-BOX, за которой следует линейная операция диффузии. Финальный полуранд заменяет диффузию простым забеливанием. XS-BOX, используемая обоими алгоритмами — это подстановочно-перестановочная сеть, которая состоит из операции сложения по модулю 2 с подключом, запросу к таблице подстановки (S-BOX), линейной диффузии, вторичного сложения с подключом и вторичного запроса к таблице подстановки. Операция диффузии использует две MDS матрицы, применена простая таблица замены размером 8x8 бит. Ключевое расписание применяет двоичные расширения квадратного корня некоторых небольших целых чисел — констант, выбранных авторами.

## Безопасность
Нет информации о каком-либо анализе полной редакции шифра, но некоторые уязвимости были найдены в ключевом расписании Hierocrypt, например, линейные зависимости между главным ключом и подключами. Также есть информация об успешном интегральном криптоанализе упрощенных редакций Hierocrypt c небольшим числом раундов. Атаки, более эффективные, чем полный перебор, были найдены для 4 раундов шифра.